# Richard Langeheine

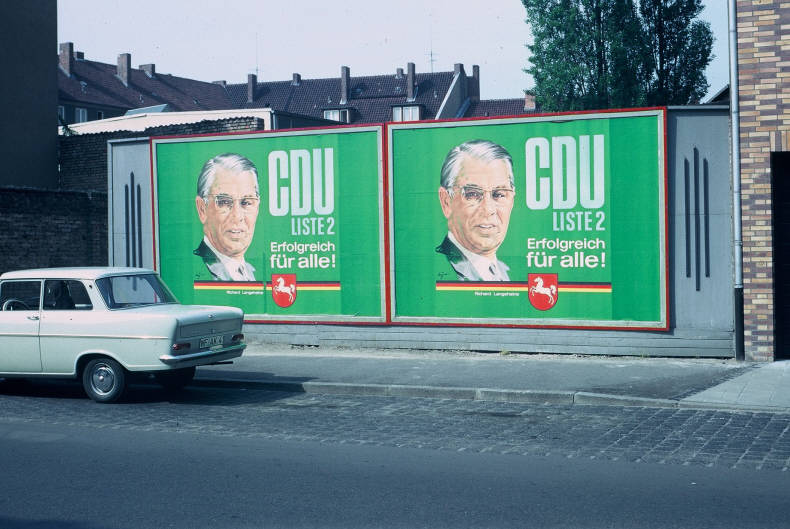
Wahlplakate zur Landtagswahl in Niedersachsen 1967

Richard Langeheine (* 16. Februar 1900 in Eixe; † 29. Dezember 1995 in Peine) war ein deutscher Jurist, Verwaltungsbeamter und Politiker (NSDAP, später DP, GDP, CDU).

## Leben und Beruf
Richard Langeheine wurde am 16. Februar 1900 als Sohn eines Bauern in Eixe geboren. Nach dem Abitur am Realgymnasium in Peine nahm er ein Studium der Rechts- und Staatswissenschaften an den Universitäten in Göttingen und Kiel auf, das er 1925 mit dem ersten Staatsexamen beendete. In Kiel trat er der Sängerschaft (heute Akademisch-Musische Verbindung) Albingia im Sondershäuser Verband bei.  1928 legte er das zweite Staatsexamen ab. Anschließend trat er als Gerichtsassessor in den preußischen Justizdienst ein. Er arbeitete von 1930 bis 1934 als Staatsanwalt in Stolp und betätigte sich als Beamter in der dortigen Kommunalverwaltung. Vom 1. November 1933 bis zum 20. November 1934 amtierte er als Oberbürgermeister der Stadt Stolp. Von 1935 bis 1945 war er für Wirtschaftsorganisationen tätig, zuletzt als Hauptgeschäftsführer der Wirtschaftsgruppe Steine und Erden.
Nach dem Zweiten Weltkrieg kehrte Langeheine nach Westdeutschland zurück, ließ sich als Rechtsanwalt in Peine nieder und übernahm die Leitung einer Anwaltspraxis. Später wurde er auch als Notar zugelassen. Von 1969 bis 1972 war er Vorsitzender des Kuratoriums der Stiftung Volkswagenwerk. Am 29. Dezember 1995 starb er in seiner Heimatstadt.
Richard Langeheine war verheiratet und hatte zwei Kinder.

## Politik
Langeheine trat zum 1. Mai 1933 in die NSDAP ein (Mitgliedsnummer 2.653.612) und war ab Dezember 1933 Kreisleiter der Partei in Stolp. Nach 1945 trat Langeheine in die Niedersächsische Landespartei (NLP) ein, die später in der Deutschen Partei (DP) aufging. Er war seit 1948 Ratsmitglied und von 1952 bis 1955, von 1961 bis 1964 sowie seit 1970 Bürgermeister der Stadt Peine. Von 1949 bis 1955 war er Kreistagsmitglied und 1951/52 Landrat des Kreises Peine. In den 1950er-Jahren nahm er eine führende Stellung in der DP ein, seit 1952 als Kreisvorsitzender und seit 1953 als stellvertretender Landesvorsitzender der Partei in Niedersachsen.
Langeheine wurde 1955 in den Niedersächsischen Landtag gewählt und am 26. Mai 1955 als Justizminister in die von Ministerpräsident Heinrich Hellwege geführte Landesregierung berufen. Am 29. Februar 1956 übernahm er zusätzlich die Leitung des Kulturressorts; die Leitung des Justizministeriums übergab er am 3. Oktober 1956 an Arvid von Nottbeck. Während seiner Amtszeit als niedersächsischer Kultusminister versuchte er, durch die Einführung der „Mittelpunktschulen“, die Schulversorgung im ländlichen Raum zu verbessern. Nach der Bildung einer Koalition aus SPD, FDP und GB/BHE schied er am 12. Mai 1959 aus dem Amt aus.
Langeheine amtierte von 1959 bis 1961 als Vizepräsident des Landtages und war seit 1960 geschäftsführender Vorsitzender des DP-Landesverbandes Niedersachsen. Nach der Fusion von DP und GB/BHE 1961 wurde er gemeinsam mit Hermann Ahrens niedersächsischer Landesvorsitzender der GDP. Er setzte sich für eine Fortsetzung der Zusammenarbeit mit der CDU auf Landesebene ein. Die ehemaligen GB/BHE-Mitglieder innerhalb der GDP wollten jedoch die Koalition mit SPD und FDP fortsetzen. Dies führte zu erheblichen Differenzen innerhalb der GDP. Auf der Sitzung des Landesausschusses vom 29. bis 31. Oktober 1961 beschloss die Partei mit knapper Mehrheit, die 1959 vom GB/BHE abgeschlossene Koalitionsvereinbarung zu respektieren. Langeheine trat daraufhin mit seinen Anhängern (18 der 20 MdL, darunter auch der ehemalige DP-Bundesvorsitzende Heinrich Hellwege) bis zum 29. März 1962 zur CDU über. Von 1963 bis 1965 war er zunächst stellvertretender Vorsitzender, von Januar bis Mai 1965 dann Vorsitzender der CDU-Landtagsfraktion.
Nach der Bildung einer Großen Koalition wurde Langeheine am 19. Mai 1965 als Kultusminister in die von Ministerpräsident Georg Diederichs geleitete Landesregierung berufen. Gleichzeitig übernahm er das Amt des stellvertretenden Ministerpräsidenten. Unmittelbar nach seinem Amtsantritt wurde das Niedersachsen-Konkordat geschlossen, das sein Vorgänger Hans Mühlenfeld zuvor noch abgelehnt hatte. Langeheine war ein Befürworter des gegliederten Schulsystems. Während seiner Amtszeit setzte er sich für die frühkindliche Bildung in Kindergärten und Vorschulen, für die Erwachsenenbildung sowie für den Ausbau von Hochschulen ein.
Langeheine wurde im Januar 1966 zum CDU-Spitzenkandidaten für die Landtagswahl 1967 nominiert. 1968 wurde er zum Vorsitzenden des CDU-Landesverbandes Hannover gewählt. Als solcher befasste er sich vor allem mit dem organisatorischen Zusammenschluss der drei niedersächsischen Landesverbände Braunschweig, Hannover und Oldenburg. Als die Große Koalition nach der Landtagswahl 1970 auseinanderging, weil die SPD die absolute Mehrheit erreicht hatte, musste Langeheine seinen Ministerposten am 8. Juli 1970 räumen. Von 1970 bis 1974, als er aus dem Parlament ausschied, war er Alterspräsident des Landtages. Sein Nachfolger als Abgeordneter im Wahlkreis Peine-Stadt wurde der spätere Kultusminister Horst Horrmann. 1974 wählte ihn die CDU Niedersachsen zu ihrem Ehrenvorsitzenden.

## Ehrungen
- Großes Bundesverdienstkreuz mit Stern und Schulterband, 1970
- Niedersächsische Landesmedaille, 1972
- Inhaber des Niedersächsischen Großen Verdienstkreuzes
- Großkreuz des Ordens des heiligen Gregors des Großen
- Ehrenbürgerschaft der Stadt Peine
- Richard-Langeheine-Straße in Peine